# Roger IV de Foix
Roger IV de Foix (? - 1265) fou vescomte de Castellbò (1230-1265) i comte de Foix (1241-1265).

## Orígens familiars
Fou el fill i el successor del comte Roger Bernat II de Foix i la seva primera esposa Ermessenda de Castellbò. Fou net per línia paterna de Ramon Roger I de Foix i Felipa de Montcada i per línia materna d'Arnau I de Castellbò. Mitjançant el casament de la seva germana Esclarmonda fou cunyat de Ramon Folc V de Cardona, i pel casament de la seva germanastra Cecília de Foix fou cunyat d'Àlvar I d'Urgell.

## Ascens al tron
Roger IV va arribar a govern el 1241, si bé des del 1230 era vescomte de Castellbò per herència materna. El 1242 va ser anul·lat pel rei de França Lluís IX el tractat de París de 1229, i el comte de Tolosa es va revoltar ajudat per molts senyors del sud que es van aliar als anglesos.
Roger IV va romandre a l'aguait i així la victòria francesa a Taillebourg el 22 de juliol de 1242 el va fer decantar cap a la neutralitat. Va prestar homenatge al comte de Tolosa només per la part baixa del comtat, des del nord del Pas de la Barra. El comte de Tolosa Ramon VII va considerar el fet que no es revoltés com un incompliment del deure de vassallatge i va esclatar la guerra a finals del 1242 però 30 de novembre del mateix any el tolosà va haver de capitular davant les tropes reials franceses, si bé encara hi va haver hostilitats contra Foix durant un parell de mesos. A partir de llavors el comte de Foix es va considerar feudatari directe del rei de França. El conflicte amb els vassalls de Foix als qui Tolosa reclamava l'homenatge feudal, va durar fins al 1249.
També al Vescomtat de Castellbò va tenir diferències amb el Bisbe d'Urgell i per l'homenatge feudal del vescomtat al comte d'Urgell, i de límits amb el comtat de Pallars. El litigi d'Andorra i altres valls va ser sotmès a un tribunal del Papa el 1243 i després d'anys va aconseguir el 1256 que se li aixequés l'excomunió que li havia fulminat el bisbe d'Urgell uns anys abans.
El 1245 es va reconèixer vassall de Jaume I el Conqueridor pels castells de So i Querigut i les viles d'Èvol i Estavar. El mateix any va donar furs a Foix i l'any següent va fer un pariatge amb l'abadia de Mas d'Assil al que van seguir altres amb l'abadia de Bolbona el 1253 i amb la de Combellarga el 1255. Les restes dels seus avantpassats foren traslladades a l'església de l'abadia de Bolbona, abadia a la qual va defensar sobretot contra la de Sant Antoni de Pàmies.

## Núpcies i descendents
Es casà vers el 1231 amb Brunissenda de Cardona, filla de Ramon Folc IV de Cardona. D'aquesta unió nasqueren:
- l'infant Roger Bernat III de Foix (?-1302), comte de Foix
- l'infant Pere de Foix
- la infanta Sibil·la de Foix, casada amb Aimeric IV, vescomte de Narbona
- la infanta Agnès de Foix, casada vers el 1256 amb el comte Esquivat I de Bigorra
- la infanta Felipa de Foix (?-1310), casada el 1264 amb Arnau de Comenge
- la infanta Esclarmonda de Foix (v1250- ca. 1315), casada el 1272 amb el rei Jaume II de Mallorca

Va morir el 24 de febrer del 1265 i fou enterrat a l'abadia de Bolbona. El va succeir el seu fill Roger Bernat III de Foix i Castellbò.